# Joachim von Siegroth
Joachim Ferdinand Max von Siegroth und Schlawikau (Lubiatów, 25 dicembre 1896 – Halbe, 2 maggio 1945) è stato un generale tedesco.

## Biografia

### La famiglia e i primi anni
Joachim von Siegroth apparteneva ad una famiglia della nobiltà militare prussiana; suo padre Christoph von Siegroth era maggiore presso lo Stato maggiore generale tedesco mentre la madre Beate Freiin von Taube discendeva da una famiglia dell'antica nobiltà baltica, i baroni von Taube ed era cugina dello scrittore e giurista Otto von Taube. Il giovane Siegroth fu avviato giovanissimo all carriera militare come il padre e nel 1914 entrò come Fahnenjuncker (alfiere) nell'esercito tedesco. Durante la prima guerra mondiale servì nel Ostpreussisches Füsilier-Regiment Graf Roon Nr.3 sul fronte occidentale, giungendo fino al grado di tenente.
Finita la guerra, Siegroth non fu uno degli ufficiali selezionati per poter entrare nella Reichswehr, fa partecipò ai combattimenti contro i polacchi e i lituani nelle province baltiche all'interno della Baltische Landeswehr comandata dal generale Rüdiger von der Goltz; successivamente continuò la sua carriera all'interno della polizia tedesca.
Nel 1935 fu reintegrato nell'esercito col grado di tenente colonnello.

## Biografia
- (DE)  Fellgiebel, Walther-Peer (2000). Die Träger des Ritterkreuzes des Eisernen Kreuzes 1939-1945. Friedburg, Allemagne: Podzun-Pallas. ISBN 3-7909-0284-5.
- (DE) Veit Scherzer, Die Ritterkreuzträger : die Inhaber des Ritterkreuzes des Eisernen Kreuzes 1939-1945 von Heer, Luftwaffe, Kriegsmarine, Waffen-SS, Volkssturm sowie mit Deutschland verbündeter Streitkräfte nach den Unterlagen des Bundesarchivs, Ranis/Jena, Scherzers Militaer-Verlag, 2007, ISBN 3-938845-17-1, OCLC 891773959.